# Corina Casanova
Corina Casanova (nacida el 4 de enero de 1956) fue la Canciller Federal de Suiza desde el 1 de enero de 2008. al 31 de diciembre de 2015.

## Biografía
Nacida en 1956 en Ilanz, Casanova trabajó como abogada en prácticas con el antiguo presidente del Tribunal Federal de Suiza, Giusep Nay, así como de delegada de la Cruz Roja en Sudáfrica, Angola, Nicaragua y El Salvador. También fue oficial parlamentaria federal y asesora de los consejeros federales Flavio Cotti y Joseph Deiss. En agosto de 2005, fue elegida para el puesto de vicecanciller por la Asamblea Federal de Suiza. En diciembre de 2007, esa asamblea la eligió para el puesto de canciller en el curso de las elecciones al Consejo Federal de 2007. En marzo de 2008 fue designada por el Consejo Federal suizo como miembro del comité de dirección para el gobierno electrónico en Suiza. En 2019 fue electa presidenta de Fundaziun Medias Rumantschas, una agencia de noticias a cargo de diversos medios de prensa en romanche, como el diario La Quotidiana.
Casanova, miembro del Partido Demócrata Cristiano Suizo, habla siete idiomas: romanche, alemán, francés, italiano, inglés, español y alemán suizo.